# Aurel Rogalschi
Aurel Rogalschi (n.  ?) este un actor român.

## Distincții
Pentru meritele sale artistice, actorul Aurel Rogalschi a primit următoarele distincții:
- Ordinul Muncii cl. a III-a (6 iulie 1956) „cu prilejul împlinirii a 10 ani de la înfințarea Teatrului Armatei, pentru merite deosebite în muncă”[1]
- Ordinul Meritul Cultural clasa a III-a (6 noiembrie 1967) „pentru merite deosebite în domeniul artei dramatice”[2]

## Filmografie
- Focuri sub zăpadă (1942) - Geo
- Haiducii (1966)
- Mihai Viteazul (1971) - împăratul Rudolf al II-lea de Habsburg
- Haiducii lui Șaptecai (1971)
- Frații Jderi (1974) - logofătul Toma
- Ștefan cel Mare - Vaslui 1475 (1975) - Toma
- Doctorul Poenaru (1978)
- Întoarcerea lui Vodă Lăpușneanu (1980)